# هينريتش شريدر
هينريتش شريدر (بالألمانية: Heinrich Schrader)‏ هو مبارز بالسيف ألماني، (و. 1878  م).

## وصلات خارجية
- هينريتش شريدر على موقع أوليمبيديا (الإنجليزية)